# 班尼托·桑提亞哥
班尼托·桑提亞哥·李維拉（西班牙語：Benito Santiago Rivera，1935年3月9日—），為前美國職棒大聯盟的捕手，生涯曾效力於教士、馬林魚、紅人、費城人、藍鳥、小熊、巨人、皇家與海盜等隊。桑提亞哥生涯共入選5次明星賽，拿下4次銀棒獎和3次金手套獎。2015年，他入選教士隊名人堂。

## 職業生涯
1982年，桑提亞哥加盟聖地牙哥教士。他在1986年9月14日登上大聯盟，當時他年僅21歲而已。隔年，他連續34場比賽敲出安打，寫下大聯盟新人紀錄。這年他的打擊率剛好3成，並敲出164支安打，最終他也全票通過摘下新人王頭銜。雖然他的失誤和捕逸次數都是大聯盟捕手最多，但他仍以優異的打擊表現讓他拿下銀棒獎。

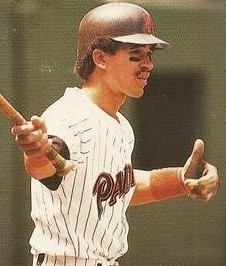
在聖地牙哥的桑提亞哥

1988年，桑提亞哥的阻殺率高達45%，聯盟平均為30%。他的失誤雖然仍是大聯盟捕手最多，但是跟前一年比起來已有相當的進步。他也在這年拿下金手套獎，教士最終在分區拿下第三名。
1989年上半季，桑提亞哥的打擊率是普通的2成36，但他還是入選國聯明星賽的先發捕手。這年他在度獲得金手套獎，球隊也拿下分區第二名。1990年6月，他的打擊率來到3成17，並連續兩年入選明星賽。這年他的打擊率為2成70，並敲出11轟與53分打點。而他也同時拿下金手套獎和銀棒獎。
1991年，桑提亞哥打算與教士簽下4年1100萬美元的合約。但他最後和球團談判破局，僅獲得1年165萬美元的合約。這也讓桑提亞哥宣布將在1992年球季結束後成為自由球員。1990年球季結束後，球隊接連將喬·卡特和Jack Clark交易出去，這也增加了桑提亞哥離隊的想法。儘管如此，他仍在1991年繳出生涯新高的單季87分打點。
1992年，他獲得1年330萬美元的合約，成為當時大聯盟最高薪的捕手。9月，球隊決定不與他續約。

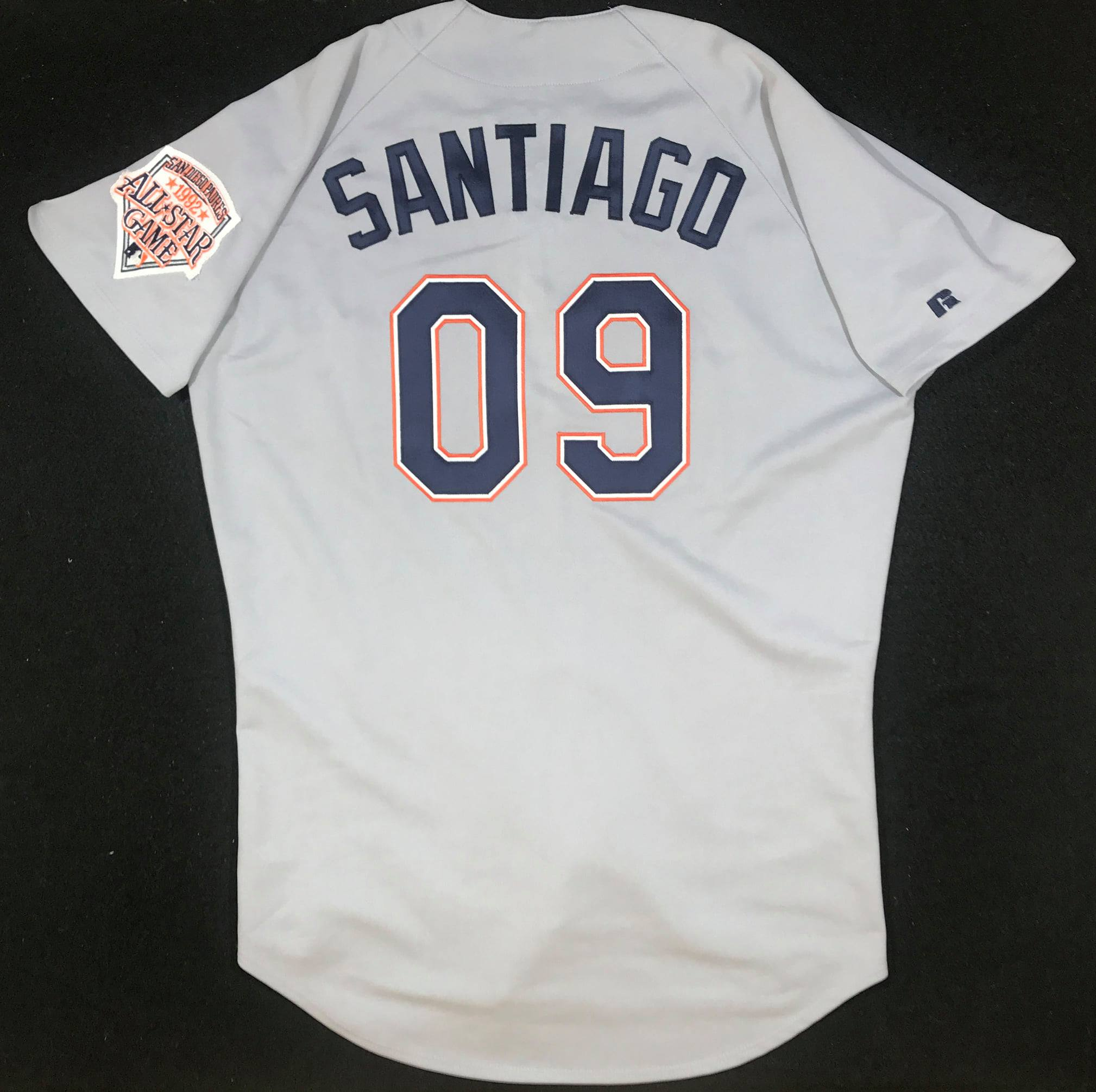
1992，桑提亞哥的客場球衣

1991年到1994年間，桑提亞哥穿著的背號為09號，他也成為大聯盟唯一一位以0做為前導數字背號的球員。
1992年12月16日，桑提亞哥加入新成立的佛羅里達馬林魚。馬林魚的隊史首轟就是由他敲出，1994年，他繳出2成73的防禦率。不過球隊決定拉上新秀捕手Charles Johnson接班，而讓桑提亞哥成為自由球員。1995年4月中，桑提亞哥加入紅人。1996年1月底，他加入費城人，並在這年讓葛瑞格·麥達克斯生涯首次挨了滿貫砲。此外，這年他還寫下了連四打席開轟的個人紀錄。整季他敲出生涯新高的30轟與85分打點，不過球隊在分區敬陪末座。
1997年，桑提亞哥加入藍鳥。1998年，他因為在佛州發生車禍，差點讓他缺席整個賽季。接下來他分別在小熊和紅人打了一年球。
2001年3月17日，桑提亞哥加入巨人。這年他幫助巨人拿下分區第二，僅次於響尾蛇。同時他也和隊友Mark Gardner一同拿下威利·麥克獎。2002年，他成功入選明星賽，整季守備率高達9成95，為大聯盟捕手第一。而他在這年也繳出2成78的打擊率，並打回74分打點，幫助巨人拿下外卡席次。
巨人先在分區賽打敗勇士，接著於聯盟冠軍賽淘汰紅雀。桑提亞哥在國聯冠軍賽敲出2轟與6分打點，成功獲選為聯盟冠軍賽MVP。他在世界大賽也打回5分打點，可惜巨人最後輸給天使。2003年，桑提亞哥依舊在打擊端持續發揮，整季繳出2成79的打擊率，還打回56分打點。
2003年12月11日，桑提亞哥加盟皇家。他在6月都還有2成74的打擊率，並敲出6轟與23分打點。但他在6月18日的比賽中被觸身球打碎手掌骨，導致球季提前報銷。2004年球季結束後，皇家將桑提亞哥交易到海盜，換來Leo Núñez。海盜後來決定讓新秀捕手大衛·羅斯接班，因此不與桑提亞哥續約。之後桑提亞哥與大都會簽下小聯盟約，不過沒有成功回到大聯盟。

## 生涯打擊成績
| 出賽次數 | 打席 | 打數 | 得分 | 安打 | 二安 | 三安 | 全壘打 | 打點 | 盜壘 | 保送 | 三振 | 打擊率 | 上壘率 | 長打率 | OPS  |
| -------- | ---- | ---- | ---- | ---- | ---- | ---- | ------ | ---- | ---- | ---- | ---- | ------ | ------ | ------ | ---- |
| 1978     | 7516 | 6951 | 755  | 1830 | 323  | 41   | 217    | 920  | 91   | 430  | 1270 | .263   | .307   | .415   | .722 |

## 禁藥疑雲
2003年，桑提亞哥曾因為陷入禁藥使用的麻煩而遭到FBI的調查。2007年12月13日，桑提亞哥的名字出現在米切爾報告的名單上。2003年球季結束時，巨人隊的服務員Mike Murphy在打掃客隊休息室時，在桑提亞哥的儲物櫃中發現了一包密封的注射器。Murphy馬上向上級報告，這件事才因此曝了光。

## 個人生活
桑提亞哥的兒子小班尼托是一名波多黎各的籃球員，目前在波多黎各的BSN聯盟打球。

## 外部連結
- 球員資訊和成績在MLB ，ESPN ，Retrosheet ，Baseball Reference ，Baseball Reference (Minors) ，Fangraphs （英文）
- 班尼托·桑提亞哥在台灣棒球維基館上的頁面（繁體中文）